# Hvidovre Isstadion
Das Hvidovre Isstadion ist eine Eissporthalle in der Hvidovre Kommune, Dänemark.

## Geschichte
Das Hvidovre Isstadion wurde 1969 eröffnet. Es gehört zum Sportkomplex Frihedens Idrætscenter. Das Hvidovre Isstadion diente bis 2013 als Heimspielstätte der professionellen Eishockeymannschaft Copenhagen Hockey aus der AL-Bank Ligaen.